# Spiranthes eatonii
Spiranthes eatonii är en orkidéart som beskrevs av Oakes Ames och Paul Martin Brown. Spiranthes eatonii ingår i släktet skruvaxsläktet, och familjen orkidéer. Inga underarter finns listade i Catalogue of Life.